# Andrés Ciro Martínez
Andrés Ciro Martínez (Buenos Aires, Argentina; 11 de enero de 1968) es un cantante argentino, es actual líder de su grupo Ciro y los Persas, formado en 2009, y el vocalista de Los Piojos desde 1989, además de ser armonicista, letrista y guitarrista.

## Biografía
Ciro nació en Villa del Parque, y a los diez años se mudó a Ciudad Jardín, barrio en el que reside hasta la actualidad.
Sus primeros roces artísticos comenzaron estudiando teatro a los 10 años; cuando en un acto escolar lo eligieron para bailar junto con otro grupo de chicos la canción Stayin' Alive de Bee Gees, inmediatamente se paró adelante del escenario y comenzó a bailar al estilo de John Travolta en la película Fiebre de sábado por la noche (película furor en esa época), y al finalizar, Ciro sintió una ovación que hasta ese momento nunca había experimentado.[cita requerida] Antes de tener roce con la música o la idea de ser un gran artista, pensó en otras carreras para su vida y trabajo en distintas ocupaciones. Una de las carreras que intentó hacer era la de aviador militar, carrera que tuvo que dejar de lado, ya que posee daltonismo. Otra de las carreras que intentó era la de marino mercante, pero esta no prosperó.
Comenzó con la música a los 12 años, cuando el padre le regaló su primera armónica, que actualmente se encuentra guardada en el museo de Diego Armando Maradona. A los 15 años, en un bar de Ramos Mejía, junto con unos amigos, vio un video de Los Rolling Stones, este video se trataba de la película "Let's spend the night together", en donde se mostraba al quinteto inglés actuando en el "Meadowlands Sports Complex" de Nueva Jersey:

«Estábamos viendo la película y les dije a mis amigos "Sería genial estar ahí" ellos me contestaron "Sí, debe ser genial, eso debe ser en el Madison Square Garden", lo que ellos no entendían es que yo quería estar ahí, así como Jagger, sobre un escenario haciendo lo mismo que él.».
Andrés Ciro Martínez

Sus influencias estaban en músicos y bandas de rock argentino como Pappo, Sumo, Moris, Manal y en internacionales como en The Beatles, The Rolling Stones, David Bowie, Iggy Pop, Lou Reed, AC/DC, Guns N' Roses entre otros.

## Trayectoria musical

### Los Piojos
Ciro es líder de Los Piojos desde 1989 hasta la actualidad, con un impasse entre 2009 y 2024 que la banda estuvo inactiva. Comenzaron en pequeños clubes de Buenos Aires, hasta llegar a la cumbre máxima, tocando en el Estadio de River Plate en siete oportunidades, e inclusive de teloneros de The Rolling Stones en 2006. Mientras tocaban el primer día de los dos que les tocó ser soporte, Mick Jagger y Keith Richards se asomaron al escenario para observar lo que ocurría, ya que la gente estaba en un estado de éxtasis, aún faltando horas para la salida de la banda inglesa al escenario. Cuando finalizó la jornada, en los camerinos, Mick Jagger se le acercó a Ciro y le dijo: "Los Piojos, good!".

### Ciro y los Persas
Su carrera como solista comienza editando el disco Espejos recibiendo buenas críticas y ventas. En 2010, nuevamente le toca ser soporte, esta vez del artista solista más exitoso del mundo en la historia de la música popular (según el Libro Guiness de los Records), Paul McCartney. Este, tras escuchar todos las de artistas que tenía como opciones soporte para sus shows en Argentina en 2010 decidió quedarse con Ciro.
En 2012 lanza su segundo disco llamado 27, donde al igual que el anterior se convirtieron en disco de oro en la primera semana de su lanzamiento. En abril de 2014 logró llenar por primera vez como solista el estadio de Estadio de Ferro Carril Oeste.
En 2015 fue premiado con un Diploma al Mérito Konex como uno de los 5 mejores solistas masculinos de rock de la década en Argentina. Ese mismo año editó su primer disco en vivo en formato de 2 CD + 2 DVD llamado Qué placer verte otra vez.
En 2016 editó su disco doble grabado en estudio llamado Naranja Persa, el primer disco fue editado el 27 de septiembre de 2016, y llegó a ser disco de oro y después de platino. El segundo disco fue editado el 14 de abril de 2018, y también llegó a ser disco de platino.
Entre mayo y agosto de 2019, realizó cinco conciertos en el mítico estadio Luna Park, y en noviembre de 2019, la banda anunció que despedirá el año con un nuevo recital en el "Palacio de los Deportes", realizado el 20 de diciembre.
Durante 2020 editó su disco Guerras (un viaje en el tiempo) donde reversionó clásicos de Los Piojos y de su actual banda, Ciro y Los Persas, en formato acústico celebrando sus 30 años con la música. Debido a la pandemia de coronavirus, la presentación se realizó en el Teatro Opera via Streaming, sin público presente.
El 27 de mayo de 2022 sale otra parte de la trilogía que recorre los más de 30 años de Andrés Ciro Martínez en la música. Este disco se titula Sueños (Un viaje en el tiempo). El álbum fue grabado íntegramente en el Teatro Providencia junto a la Orquesta Filarmónica de Mendoza, con quienes ya habían tocado el 4 de marzo de 2020, días antes de que se decretara la pandemia de coronavirus y se pusiera en marcha el confinamiento. Al igual que la placa anterior, este disco posee temas de Los Piojos y de Ciro y los Persas.

## Discografía

### Álbumes
| Disco                                    | Año  | Tipo          | Grupo             | Discográfica        |
| ---------------------------------------- | ---- | ------------- | ----------------- | ------------------- |
| Chactuchac                               | 1992 | Estudio       | Los Piojos        | Del Cielito Records |
| Ay ay ay                                 | 1994 | Estudio       | Los Piojos        | DBN                 |
| 3er arco                                 | 1996 | Estudio       | Los Piojos        | DBN                 |
| Azul                                     | 1998 | Estudio       | Los Piojos        | DBN                 |
| Ritual                                   | 1999 | En vivo       | Los Piojos        | El Farolito Discos  |
| Verde paisaje del infierno               | 2000 | Estudio       | Los Piojos        | El Farolito Discos  |
| Huracanes en luna plateada               | 2002 | En vivo       | Los Piojos        | El Farolito Discos  |
| 1989-2002                                | 2002 | Recopilatorio | Los Piojos        | El Farolito Discos  |
| Máquina de sangre                        | 2003 | Estudio       | Los Piojos        | El Farolito Discos  |
| Fantasmas peleándole al viento           | 2006 | DVD           | Los Piojos        | El Farolito Discos  |
| Desde lejos no se ve                     | 2007 | DVD           | Los Piojos        | El Farolito Discos  |
| Civilización                             | 2007 | Estudio       | Los Piojos        | El Farolito Discos  |
| Espejos                                  | 2010 | Estudio       | Ciro y los Persas | 300                 |
| 27                                       | 2012 | Estudio       | Ciro y los Persas | 300                 |
| Qué placer verte otra vez                | 2015 | CD + DVD      | Ciro y los Persas | 300                 |
| Naranja persa                            | 2016 | Estudio       | Ciro y los Persas | 300                 |
| Naranja persa 2                          | 2018 | Estudio       | Ciro y los Persas | 300                 |
| Ciro y los Persas en el Estadio de River | 2019 | En vivo       | Ciro y los Persas | 300                 |
| Guerras (Un viaje en el tiempo)          | 2020 | Estudio       | Ciro y los Persas | 300                 |
| Sueños (Un viaje en el tiempo)           | 2022 | Estudio       | Ciro y los Persas | 300                 |
| Ritual Piojoso                           | 2024 | En vivo       | Los Piojos        | 300                 |

### Sencillos
| Año  | Canción           | Máxima posición | Álbum   |
| Año  | Canción           | ARG             | Álbum   |
| ---- | ----------------- | --------------- | ------- |
| 2010 | «Antes y después» | 6               | Espejos |
| 2011 | «Insisto»         | 1               | Espejos |
| 2013 | «Mírenla»         | 7               | 27      |
| 2013 | «Me gusta»        | 10              | 27      |

### Colaboraciones
| Año  | Grupo                    | Disco                    | Tema(s)                                                            |
| ---- | ------------------------ | ------------------------ | ------------------------------------------------------------------ |
| 2000 | Pappo                    | Pappo & amigos           | «Pobre Juan», «Algo ha cambiado»                                   |
| 2004 | Kapanga                  | ¡Esta!                   | «Postal»                                                           |
| 2006 | Lito Vitale              | Escúchame entre el ruido | «El viejo» (de Pappo's Blues)                                      |
| 2007 | Agrupaxion Skabeche      |                          | «Todo llega»                                                       |
| 2009 | Miguel de Ípola          | Concreto disco           | «Superstition» (Versión en español de la canción de Stevie Wonder) |
| 2012 | La Que Faltaba           | Voy                      | «Otra vez»                                                         |
| 2012 | La Mona Jiménez          | Revolución               | «Fiebre»                                                           |
| 2013 | Jauría                   | Libre o muerto           | «El ángel de la zona sur»                                          |
| 2016 | La Que Faltaba           | Los mares de la luna     | «Ella»                                                             |
| 2017 | Poncho                   |                          | «Juira! Remix»                                                     |
| 2019 | Los Caligaris            | Salva                    | «Queda en esta noche»                                              |
| 2023 | Las Pastillas del Abuelo |                          | «Ama a quien llora por ti»                                         |

## Videografía
| Año  | Videoclip                                         | Banda             |
| ---- | ------------------------------------------------- | ----------------- |
| 1994 | Babilonia                                         | Los Piojos        |
| 1994 | Pistolas (en vivo)                                | Los Piojos        |
| 1996 | Verano del '92                                    | Los Piojos        |
| 1996 | Maradó                                            | Los Piojos        |
| 1998 | El Balneario de los Doctores Crotos               | Los Piojos        |
| 1998 | Desde Lejos No Se Ve                              | Los Piojos        |
| 1999 | Tan Solo (en vivo)                                | Los Piojos        |
| 1999 | Ando Ganas (Llora Llora) (en vivo)                | Los Piojos        |
| 2001 | Ruleta                                            | Los Piojos        |
| 2002 | Pensar en Nada (en vivo) (con León Gieco y Pappo) | Los Piojos        |
| 2003 | Genius (en vivo)                                  | Los Piojos        |
| 2003 | Sudestada                                         | Los Piojos        |
| 2003 | Como Alí                                          | Los Piojos        |
| 2004 | Amor de Perros                                    | Los Piojos        |
| 2006 | Fantasma (en vivo)                                | Los Piojos        |
| 2007 | Pacífico                                          | Los Piojos        |
| 2008 | Bicho de ciudad                                   | Los Piojos        |
| 2008 | Hoy es Hoy                                        | Los Piojos        |
| 2010 | Antes y Después                                   | Ciro y los Persas |
| 2011 | Insisto                                           | Ciro y los Persas |
| 2011 | Vas a Bailar                                      | Ciro y los Persas |
| 2012 | Astros                                            | Ciro y los Persas |
| 2013 | Mírenla                                           | Ciro y los Persas |
| 2013 | Me Gusta                                          | Ciro y los Persas |
| 2014 | Caminando                                         | Ciro y los Persas |
| 2014 | Barón Rojo                                        | Ciro y los Persas |
| 2015 | Ciudad Animal (en vivo)                           | Ciro y los Persas |
| 2015 | Antes y Después (en vivo)                         | Ciro y los Persas |
| 2015 | Tan Solo (en vivo)                                | Ciro y los Persas |
| 2016 | Similar                                           | Ciro y los Persas |
| 2016 | Luz                                               | Ciro y los Persas |
| 2017 | Juira!                                            | Ciro y los Persas |
| 2017 | Toaster (Give Me Back My)                         | Ciro y los Persas |
| 2018 | Prometeo                                          | Ciro y los Persas |
| 2018 | Dice                                              | Ciro y los Persas |
| 2018 | Dale Darling                                      | Ciro y los Persas |
| 2019 | Por cel                                           | Ciro y los Persas |
| 2019 | Banda de Garage (en vivo)                         | Ciro y los Persas |
| 2019 | Astros (en vivo)                                  | Ciro y los Persas |
| 2019 | Por Cel (en vivo)                                 | Ciro y los Persas |
| 2019 | Dientes de Cordero (en vivo)                      | Ciro y los Persas |
| 2019 | Dale Darling (en vivo)                            | Ciro y los Persas |
| 2020 | Moby Dick (Juntos)                                | Ciro y los Persas |
| 2020 | El Farolito (acústico)                            | Ciro y los Persas |
| 2021 | Pacífico (sinfónico)                              | Ciro y los Persas |